# Avenue de Gravelle
L'avenue de Gravelle est une voie située dans le 12e arrondissement de Paris, Saint-Maurice et à Charenton-le-Pont, en France.

## Situation et accès

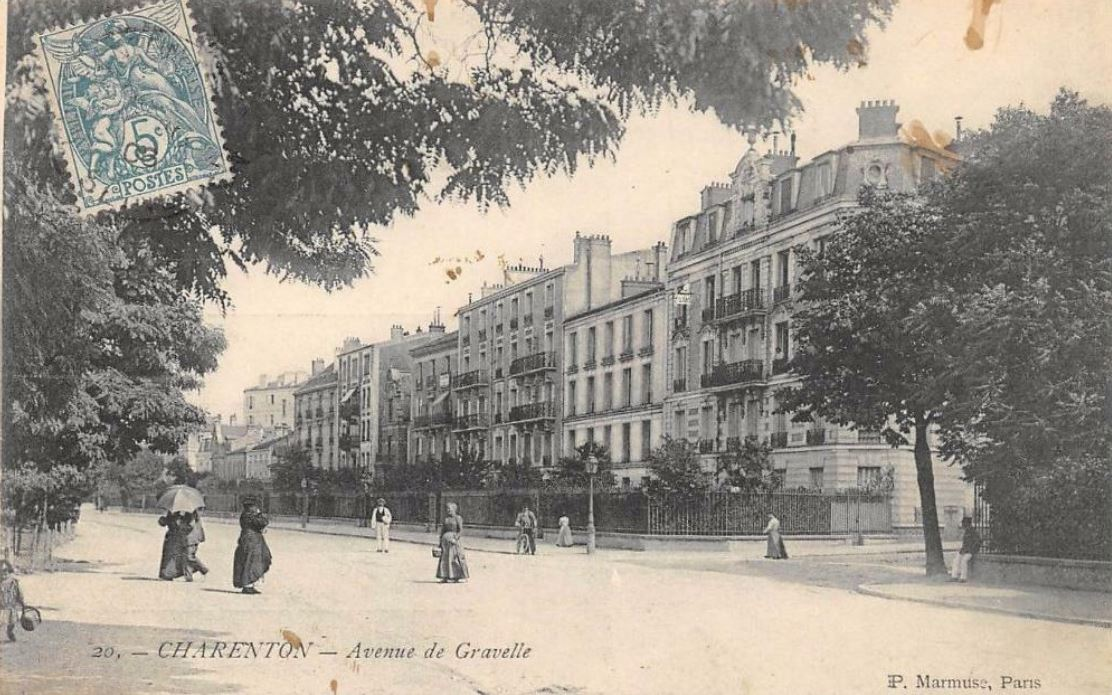
L'avenue de Gravelle vers 1900.

Partant du carrefour entre l'avenue de la Porte-de-Charenton et la rue de Paris à Charenton-le-Pont, l'avenue de Gravelle longe le bord sud du bois de Vincennes.
Elle forme le point de départ de la rue de Valmy (anciennement rue du Parc-de-Bercy) puis de l'avenue de la Liberté (anciennement avenue de Conflans) côté Charenton. Elle passe alors l'avenue Anatole-France, puis le carrefour de l'avenue de Saint-Maurice et de l'avenue du Maréchal-de-Lattre-de-Tassigny, et enfin, plus loin, marque le début de la rue du Val d'Osne et, au nord, de l'avenue de l'École-de-Joinville.
Elle longe ensuite le Centre de rétention administrative Paris 1 puis franchit l'autoroute A4. Elle se termine au croisement de la D 4 et de la D 23.
Sa moitié nord appartient à la ville de Paris, sa moitié sud à Charenton-le-Pont (à l'ouest) et Saint-Maurice (à l'est).

## Origine du nom
Elle tient son nom du plateau de Gravelle qu'elle traverse. Ce nom a été attribué antérieurement à 1879.

## Historique

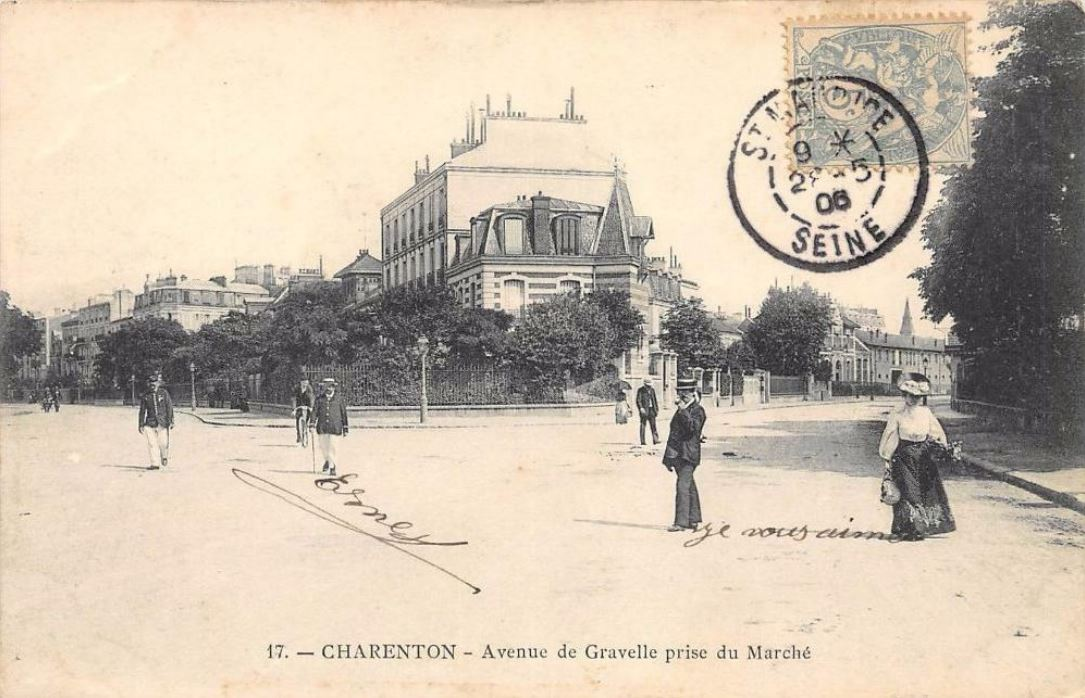
Avenue de Gravelle vue du marché.

Cette voie est située sur la plaine de Vincennes acquise par la ville de Paris en 1861 au nord de la route de Paris à Charenton (actuelle rue de Paris) pour y aménager le bois de Vincennes. L'avenue de Gravelle est ensuite tracée en lisière de  l'espace vert. Les terrains non  aménagés entre cette avenue et la rue de Paris sont lotis et revendus pour y construire des immeubles et maisons d'habitation. Le bois de Vincennes jusqu'en bordure de l'avenue de Gravelle est annexé à Paris par décret du 18 avril 1929. Depuis cette date l'avenue forme la limite communale entre Charenton et Paris.

## Bâtiments remarquables et lieux de mémoire
- Cimetière ancien de Charenton-le-Pont.